# Live-system
Een live-system of live-medium is een verwisselbaar digitaal opslagmedium, zoals een SD-kaart of een USB-stick, met een besturingssysteem waarmee een computer opgestart kan worden.

## Opslagmedium

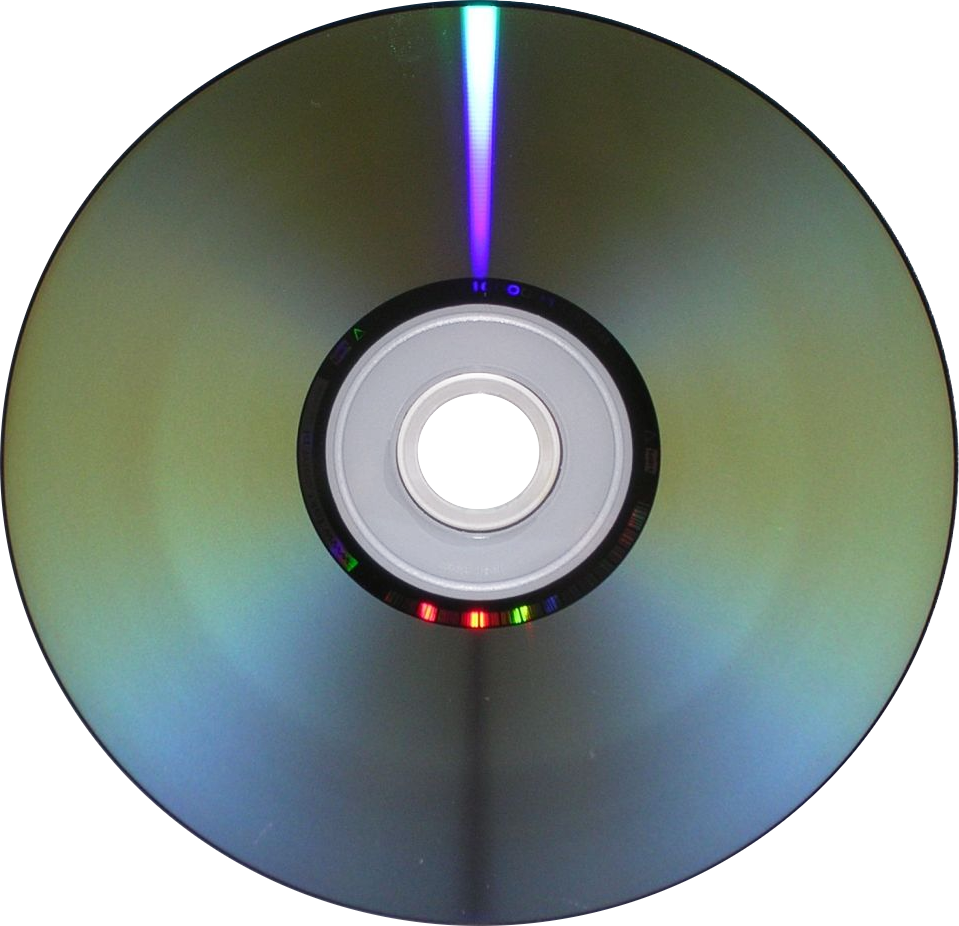
Dvd-schijf (onderkant)

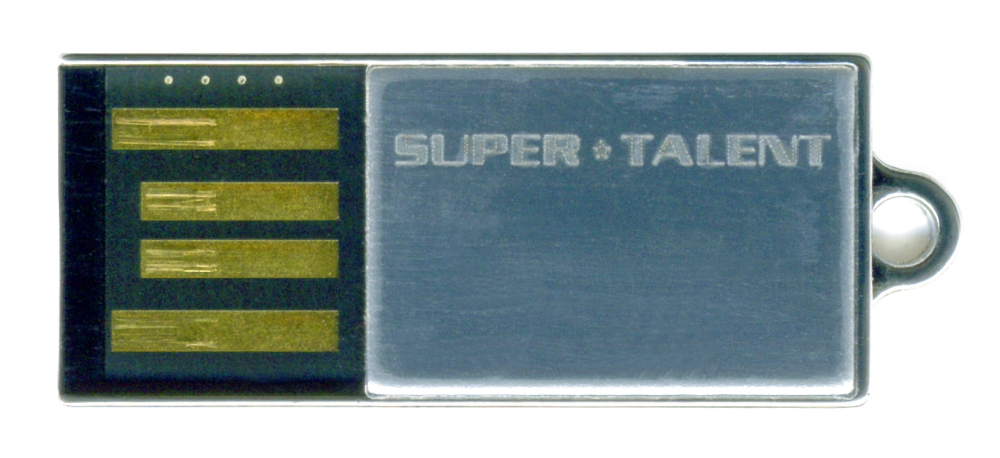
USB-stick

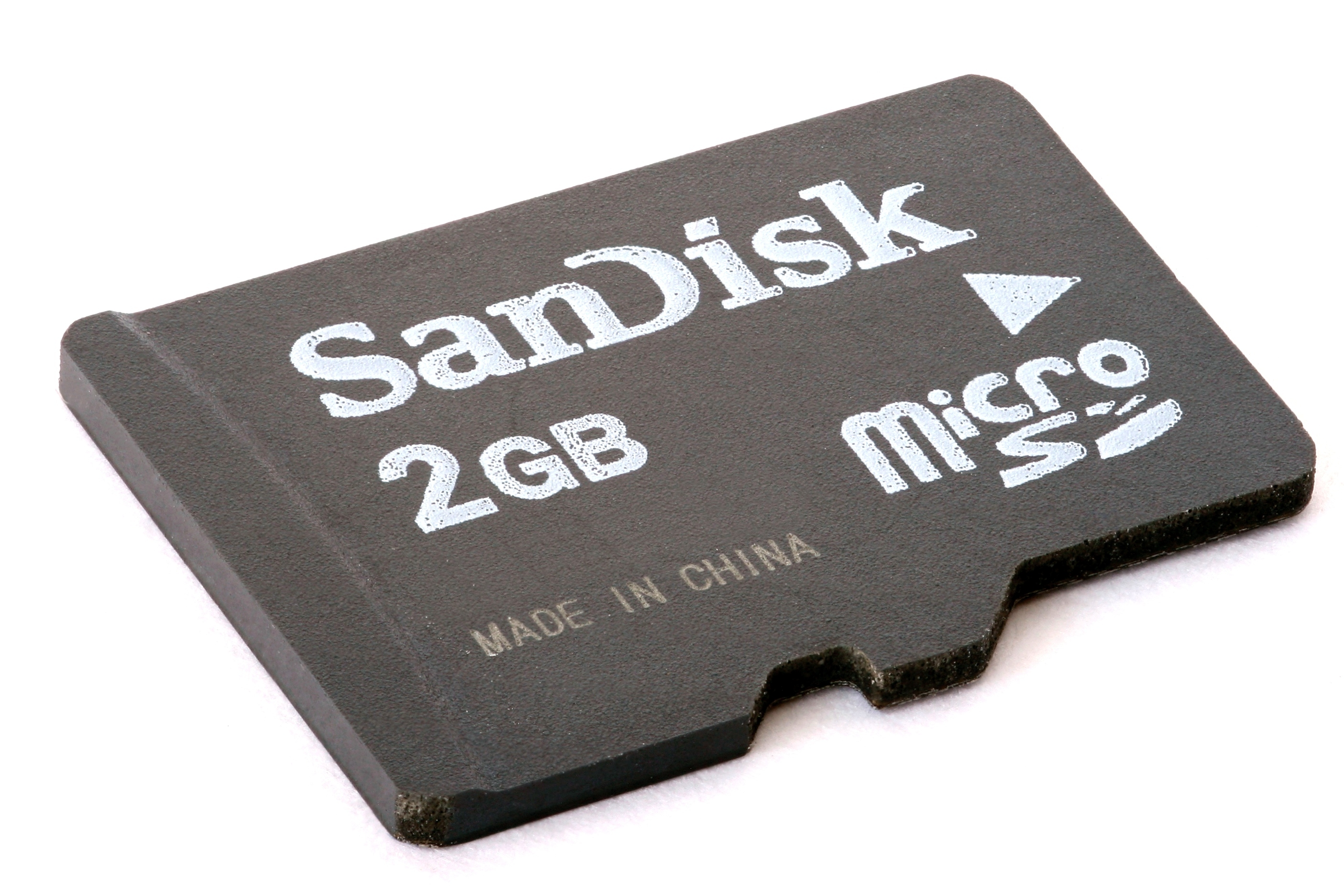
Een MicroSD-kaart.

Het digitale opslagmedium waarop het besturingssysteem is opgeslagen bevindt zich meestal op een dvd of usb-stick maar het kan zich ook op een ander medium bevinden, zoals op een SD-kaart. Een live-system kan bedoeld zijn als verwisselbaar of draagbaar besturingssysteem, zoals in het geval van een rescue-cd, maar het kan ook bedoeld zijn als test- en installatiemedium, zoals in het geval van een live-cd van een besturingssysteem.

## Computer
De computer kan elk computersysteem zijn met een bootloader die een besturingssysteem vanaf een verwisselbaar digitaal opslagmedium kan opstarten.
De computer hoeft niet per se van een dvd-station of usb-poort voorzien te zijn. Het besturingssysteem zou bijvoorbeeld ook vanaf een microSD-kaart in het geheugen van de computer geladen en opgestart kunnen worden, zoals in het geval van een pda, een smartphone of een singleboardcomputer.

## Voorbeelden van live-systems
Voorbeelden van live-systems zijn:
- draagbare besturingssystemen als LPS, Puppy Linux en Tails,
- live-cd's van Linuxdistributies met verschillende desktopomgevingen,
- GParted om een harde schijf te formatteren,
- een microSD-kaart met RISC OS voor een Raspberry Pi.

## Live-systems op digitale media installeren
Een live-system op een hybride ISO-bestand kan doorgaans op verschillende digitale opslagmedia geïnstalleerd worden. Voor de meeste computerplatforms zijn meerdere methoden beschikbaar voor het installeren van live-systems op USB-sticks en SD-kaarten.
Voor Microsoft Windows en andere populaire besturingssystemen, zijn daarvoor meerdere, veilige, gebruiksvriendelijke programma's beschikbaar waarvan er een aantal bij de externe links vermeld staan.
De hieronder beschreven, handmatige methode voor Unix-achtige systemen kent weinig beperkingen, maar ze is minder veilig dan de gebruiksvriendelijke methoden die in de externe links en de referenties hierboven worden genoemd.

### Image- en hybride ISO-bestanden
Veel moderne besturingssystemen, zoals Linuxdistributies en Berkeley Software Distributions, kunnen door computergebruikers als image of hybride ISO-bestand, ook wel een isohybrid-bestand genoemd, vanaf het internet gedownload worden:
```
$
 
ls
 Downloads/ | 
grep
 img
besturingssysteem.img
$ ls Downloads/ | grep iso
live-system.iso
```

Op Unix-achtige besturingssystemen kunnen images van live-systems met behulp van een dd- of een cp-opdracht op een USB-stick of een SD-kaart gekopieerd worden.
Voor Linux is een block-device zoals een USB-stick of een SD-kaart, hetzelfde als een SATA- of een SCSI-disk.

### Installatie voorbereiden
Een lijst met SCSI-disks, sdX, en hun partities, sdXn, wordt na de volgende ls-opdracht afgedrukt:
```
$ ls /dev/sd*
/dev/sda /dev/sda1 /dev/sda2 /dev/sda5
```

Hier betreft het een harde schijf, sda, met drie partities: sda1, sda2 en sda5. Deze lijst met disks en partities kan vergeleken worden met de lijst van disks en partities nadat de USB-stick of SD-kaart in een USB-poort of SD-slot van de computer is gestoken:
```
$ ls /dev/sd*
/dev/sda /dev/sda1 /dev/sda2 /dev/sda5 /dev/sdb /dev/sdb1 /dev/sdb2
```

In dit voorbeeld is de sdb-disk de USB-stick of SD-kaart, met daarop twee partities, sdb1 en sdb2.
Als er na het aansluiten van het opslagmedium geen nieuwe SCSI-disk in de uitvoer verschijnt, voer dan de volgende opdracht uit:
```
$ 
dmesg
 | 
tail
```

en probeer te achterhalen waarom de nieuwe SCSI-disk niet in de uitvoer verschenen is.

### Partities afkoppelen
Om een image naar een USB-stick of SD-kaart te mogen schrijven en partities af te koppelen, zijn rechten als rootgebruiker vereist, die met een su-opdracht of door het toevoegen van sudo-opdrachten verkregen kunnen worden.
Alle partities op het medium moeten afgekoppeld worden voordat de image zonder problemen naar het medium geschreven kan worden.
Welke partities op de sdb-disk aangekoppeld (gemount) zijn, laat de uitvoer van deze mount/grep-opdracht zien:
```
# 
mount
 | grep sdb
```

Als deze opdracht geen uitvoer toont, dan zijn beide partities afgekoppeld.
Als de opdracht aangeeft dat de sdb1-partitie en andere partities aangekoppeld zijn, dan moeten deze met een umount-opdracht afgekoppeld worden:
```
# 
umount
 /dev/sdb1 ...
```

Om onaangename verrassingen te voorkomen kunnen de partities op de sdb-disk eventueel met een rm /dev/sdb1 /dev/sdb2 ...-opdracht verwijderd worden, waarna de SCSI-disk leeg is:
```
# ls /dev/sdb*
/dev/sdb
```

Het live-system kan nu zonder probleem op het digitale opslagmedium geïnstalleerd worden.

### Image kopiëren
De hybride ISO-image kan met een cp- of een dd-opdracht naar de lege USB-stick gekopieerd worden.
Door het time-commando voor de kopieeropdracht te plaatsen wordt de tijd afgedrukt die nodig was om de image naar het medium te kopiëren:
```
# time cp Downloads/live-system.iso /dev/sdb

real	2m44.980s
user	0m0.012s
sys	0m2.492s
```

In dit geval heeft het kopiëren van het systeem een kleine drie minuten geduurd.
De USB-stick of de SD-kaart met het live-system is gereed en kan afgekoppeld en uit de USB-poort of het SD-slot van de computer genomen worden.

## Een live-medium inspecteren

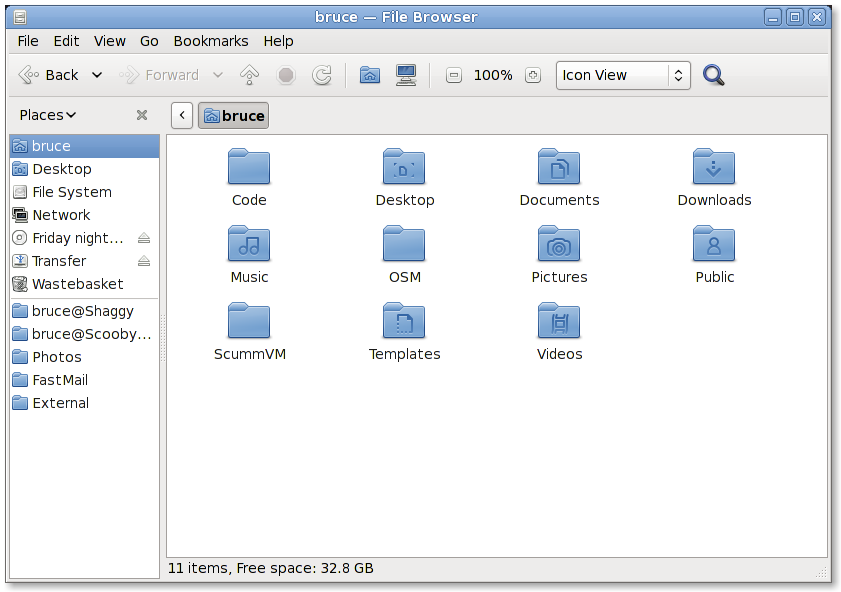
De Nautilus bestandsbeheerder voor GNOME

Nadat een (willekeurige) Live-USB in een USB-poort van een pc met Linux is geplugd, blijkt dat in de bestandsbeheerder een object is opgedoken met de naam 57ec74dc5f22dee1, waarin met de bestandsbeheerder niets is te zien.
Na onverschrokken een lsblk-opdracht gegeven te hebben, blijken op /dev/sdb vier partities staan:
```
# 
lsblk
 /dev/sdb
NAME   MAJ:MIN RM   SIZE RO TYPE MOUNTPOINT
sdb      8:16   0   7,5G  0 disk 
├─sdb1   8:17   0   800K  0 part 
├─sdb2   8:18   0  62,5K  0 part 
├─sdb3   8:19   0 698,2M  0 part /media/gebruiker/57ec74dc5f22dee1
└─sdb4   8:20   0     1M  0 part 
```

Het besturingssysteem heeft de grootste partitie sdb3, van bijna 700 MB, na het aansluiten op de directory /media/gebruiker/57ec74dc5f22dee1 aangekoppeld (gemount).

### Partities
Met file -s-opdrachten kan nadere informatie opgevraagd worden over block-devices, speciale character-devices, disks en partities op digitale opslagmedia:
```
# file -s /dev/sdb*
/dev/sdb: 
DOS
/
MBR
 boot sector; partition 1 : ID=0xee, start-CHS (0x0,0,2), end-CHS (0x3ff,255,63), startsector 1, 1433746 sectors
/dev/sdb1: DOS/MBR boot sector, code offset 0x3c+2, OEM-ID "
BSD4.4
  ", root entries 512, sectors 1575 (volumes <=32 MB) , sectors/FAT 5, sectors/track 63, heads 1, serial number 0x5b811818, label: "EFI        ", FAT (12 bit), followed by FAT
/dev/sdb2: data
/dev/sdb3: Unix Fast File system [v1] (
little-endian
), last mounted on , last written at Thu Sep 29 03:56:44 2016, clean flag 1, number of blocks 714984, number of data blocks 713199, number of cylinder groups 13, block size 8192, fragment size 1024, minimum percentage of free blocks 8, rotational delay 0ms, disk rotational speed 60rps, TIME optimization
/dev/sdb4: data
```

### Bootsectoren
- De disk begint met een DOS/MBR bootsector die doorverwijst naar een tweede bootsector op de eerste partitie. De bootsector refereert aan een CHS-indeling (Cylinder-Head-Sector).
- De bootsector op de eerste partitie, sdb1, vermeldt onder meer dat de Original Equipment Manufacturer (OEM-ID) luistert naar de naam "BSD4.4" en dat de partitie een disklabel "EFI" draagt. Deze gegevens worden aangevuld met gegevens over entries, sectors, tracks, blocks en de gebruikte File Allocation Tables (FAT).

### Bestandssysteem en gegevens
- De uitvoer over de sdb3-partitie verwijst naar het "Unix Fast File system [v1]" van het BSD live-system dat van deze partitie in het geheugen wordt geladen.
- De sdb2- en de sdb4-partities bevatten binaire datablocks die door file -s niet nader gespecificeerd kunnen worden.

Een IBM PC-compatibel systeem kan met deze USB-stick opgestart worden, als de BIOS of de UEFI op het systeem dat tenminste mogelijk maakt.